# 般涅槃
般涅槃（羅馬化：pari-nibbāna，羅馬化：paranirvāṇa；藏語：མྱང་འདས），又译为波涅槃、般泥洹、波利暱縛男、波利暱縛喃、圆寂、入灭度、入灭等；是在“涅槃”前加“般利”或“般”（义爲“圆满、完全、围绕、进入”）；也称大般涅槃、摩诃波涅槃。
證悟菩提者，如釋迦牟尼佛在八十歲時宣佈將要捨壽，即稱之爲般涅槃、般泥曰、般泥洹，敘述此事的經典也稱爲《大般涅槃經》。